# Caravela da Saudade
Caravela da Saudade foi um programa de televisão de expressão portuguesa exibido pela TV Tupi São Paulo e que posteriormente foi também exibido para toda a Rede Tupi. Esteve no ar nas décadas de 60 e 70 e foi comandado por Alberto Maria Andrade (português da região de Cantanhede). O programa teve também durante a sua existência a participação e apresentação de seus filhos Julio Jose e Fatima (ela deixou de apresentar o programa quando se casou). O programa era levado ao ar aos domingos pela manhã ao vivo do auditório Tupi no bairro do Sumaré, em São Paulo. Exibia cantores portugueses, grupos folclóricos e entrevistas. Chegou a migrar para a Rede Bandeirantes quando a Tupi saiu do ar, porem deixou de ser exibido por volta de 1983.